# Горловий спів

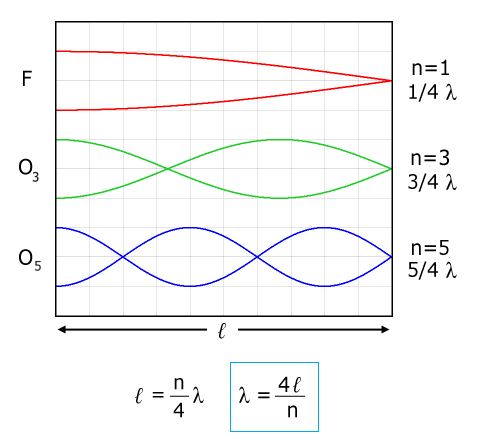
Графік звукових коливань третього (O_{3}) та п'ятого (O_{5}) обертонів. F — базова частота.

Горловий спів — техніка співу з незвичайною артикуляцією в глотці і / або гортані, характерна для традиційної (особливо культової) музики народів Сибіру, Монголії, Тибету та деяких інших народів світу. Зазвичай горловий спів складається з основного тону (низькочастотного «дзижчання») і верхнього голосу, який прямує по тонах натурального звукоряду (зазвичай використовують 4–13 обертони). 
Обертони добре чути, коли компоненти звуку посилюються завдяки змінам форми резонансних порожнин рота, горла і глотки. Це дозволяє співакові видавати одночасно декілька тонів.
Найбільш відомим є тувинський горловий спів, що використовує технічний прийом хоректеер. Часто горловий спів загалом у Монголії та Туві називають словом хоомей, оскільки це найбільш поширений і внутрішньо різноманітний стиль в регіоні.
Горловий спів характерний для культури низки тюркських (крім тувинців, також алтайці, башкири, хакаси) і монгольських (монголи, калмики) народів. У алтайців поширений стиль кай, передусім призначений для виконання довгих епічних оповідей. Горловий спів башкирів називається узлян. 
Тибетці використовують горловий спів для речитації буддійського канону, і в тибетській традиції існує низка навчальних інститутів, які готують виконавців горлового співу спеціалізовано. Серед них виділяються монастирі Ґ'юме (Ґ'юдмед) і Ґ'юто. 
Відомий також горловий спів південноафриканського народу коса і канадських інуїтів. 
З європейських народів техніка горлового співу є в культурі ірландців.
У народів східної Європи є схожа манера співу — білий голос. У звучанні білий спів схожий з горловим, через що їх часто плутають. Але на відміну від горлової манери виконання, білий голос виходить з діафрагми, де у гортані утворюється спів-напівкрик.